# Angel-A
Pour les articles homonymes, voir Angel et Angela.
Pour plus de détails, voir Fiche technique et Distribution.
Angel-A est un film français réalisé par Luc Besson et sorti en 2005.
Il s'agit d'un film plus intimiste et moins centré sur l'action que les précédentes réalisations de Besson dans les années 1990. Le film est en noir et blanc.
L'accueil est mitigé dans la presse et le film ne rencontre pas le succès commercial.

## Synopsis
Rien ne réussit à André Moussah, jeune Marocain un peu escroc, croulant sous les dettes. Cette fois, il est au bout du rouleau : ses créanciers, de plus en plus pressants et menaçants, ne lui laissent aucun répit. Sa nationalité américaine qu'il a gagnée à la loterie et le ciel qu'il invective ne lui sont d'aucun secours. Sur le point de se suicider en se jetant du haut du pont Alexandre-III, à Paris, il est interrompu par une jeune femme, Angela, qui plonge dans l'eau sous ses yeux. N'écoutant que son courage, André se précipite et la sauve. Angela lui déclare alors que, puisqu'il l'a sauvée, elle lui appartient désormais.

## Fiche technique
Sauf indication contraire, les informations mentionnées dans cette section peuvent être confirmées par la base de données cinématographiques IMDb,  présente dans la section « Liens externes ».
- Titre original : Angel-A
- Réalisation et scénario : Luc Besson
- Musique : Anja Garbarek
- Décors : Jacques Bufnoir
- Costumes : Martine Rapin
- Photographie : Thierry Arbogast
- Montage : Frédéric Thoraval (it)
- Producteur : Luc Besson
- Effets visuels numérique : BUF (Paris)
- Société de production : EuropaCorp
- Sociétés de distribution :  EuropaCorp Distribution,  Sony Pictures Classics
- Budget : 1,2 million d'euros[1]
- Format : noir et blanc - 2,35:1 - Dolby Digital - 35 mm
- Pays d'origine :  France
- Genre : comédie dramatique, fantastique, romance
- Langue originale : français
- Dates de sortie[2] :
  - France : 21 décembre 2005
  - Belgique : 28 décembre 2005

## Distribution
- Jamel Debbouze : André Moussah
- Rie Rasmussen : Angel-A
- Gilbert Melki : Franck
- Serge Riaboukine : Pedro
- Akim Chir : le chef des malfrats
- Eric Balliet : le garde du corps de Franck
- Loïc Pora : le second malfrat
- Vénus Boone : la mère d'Angela
- Jérôme Guesdon : le troisième malfrat
- Michel Bellot : le planton US
- Michel Chesneau : le flic au commissariat
- Olivier Claverie : le secrétaire US
- Solange Milhaud : la femme de Saint-Lazare
- Laurent Jumeaucourt : le dragueur
- Franck-Olivier Bonnet : le dernier client

## Production

### Genèse et développement
Luc Besson n'avait plus réalisé de film depuis Jeanne d'Arc sorti en 1999. Le projet est dès le départ gardé très secret. Durant le festival de Cannes 2005, Jamel Debbouze évoque le film en déclarant au magazine Première qu'il va tourner « une comédie romantique avec un monstre du cinéma mondial. (…) Je ne peux pas vous en parler. Tout ce que je peux vous dire, c'est que c'est une bombe ! ». Un hiatus assez incomplet, le cinéaste gardant son activité de producteur et de scénariste.
Luc Besson a déclaré en interview avoir commencé à écrire l'histoire environ 10 ans avant que le projet se concrétise :

« J'étais déjà concerné par ce sujet il y a dix ans et j'ai commencé à le coucher noir sur blanc. Je pense que ce problème est le mal du monde moderne. La société nous pousse à devenir des individus idéaux. Or, le matin, quand on se regarde dans la glace, on ne voit pas forcément quelqu'un d'idéal. Ça me touchait. J'ai écrit l'histoire, je comprenais le poids des choses à dire : faire la paix avec soi-même, accepter d'être comme on est, petit ou grand. Mais je n'arrivais pas à faire parler les personnages. J'étais trop jeune. Je l’ai donc mis de côté. »

— Luc Besson, Première
Le réalisateur-scénariste a ensuite retrouvé par hasard son ébauche de scénario :

« Je redécouvre ce texte et je tombe des nues : ce que mon héros est censé faire en une heure et demie, c'est-à-dire apprendre à s'aimer, à s'accepter, je viens de mettre dix ans à l'accomplir. J'ai repris ces quelques pages et j'ai écrit le scénario en vingt jours. En dix ans et vingt jours ! (…) J'avais travaillé dessus inconsciemment. Tout ce que j'avais accumulé pendant ces années est sorti naturellement, d'un seul jet. »

— Luc Besson, Première

### Attribution des rôles
Pour le rôle principal, Luc Besson explique : « deux solutions se proposaient à moi de façon très claire : soit je le tournais avec une distribution américaine, et il y avait cinq ou six acteurs possibles ; soit je le réalisais en français et il n’y avait que Jamel ».
Comme beaucoup d'éléments du film, le choix de l'actrice principale est resté longtemps secret. Alors que les noms de Sara Forestier, Milla Jovovich, Kate Nauta, Angelina Jolie, Uma Thurman étaient évoqués, c'est finalement la méconnue Rie Rasmussen qui est choisie,.
Gilbert Melki, qui a été choisi pour incarner Franck, a été surpris que Luc Besson ne lui donne pas le scénario entier. Ce dernier raconte « Que je ne lui donne pas le script entier l’a un peu perturbé. Ensuite, il a bien compris quelle était ma démarche. Son personnage suit l’évolution d’André en le rencontrant à plusieurs reprises. J’ai permis à Gilbert de tourner ses scènes dans la continuité mais, à chaque fois qu’il revoyait André, il devait le trouver changé et ne pas savoir pourquoi. Son rapport avec le personnage principal devait être honnête. Au fil du tournage, Gilbert a gardé sa fraîcheur ».

### Tournage
Le tournage a eu lieu principalement à Paris et a duré neuf semaines. L'équipe tournait en général très tôt le matin pour conserver un maximum de secret et ne pas être gênée.

« Il a fallu ruser pendant neuf semaines. Nous avons choisi de tourner en juillet-août, quand la moitié des Parisiens sont en vacances et les trois quarts des journalistes et des paparazzi sur la Côte d'Azur. Nous avons aussi profité du tapage occasionné par le tournage de Da Vinci Code qui traînait derrière lui son Barnum de cinquante kilomètres et qui attirait dans son sillage l'ensemble des médias. On se renseignait sur leur position, on s'en servait comme d'un leurre pour aller tourner ailleurs. Nous travaillions avec une équipe légère, et très tôt le matin.
Certains plans avaient des allures d'opération commando. Il fallait aller très vite, ne faire que deux ou trois prises, poursuit le cinéaste dans une interview accordée au magazine Première. D'autant plus que les conditions météo, soleil-nuage-soleil, ne nous laissaient que des fenêtres de tir très courtes,,. »

— Luc Besson, Première
Le tournage a notamment lieu dans ces arrondissements : 
- 1er : place du Marché-Saint-Honoré, rue de Rivoli
- 2e : restaurant Le Grand Colbert
- 4e : pont au Double, quai de la Rapée, square Jean-XXIII
- 5e : pont de la Tournelle, pont de Sully
- 6e : pont des Arts
- 7e : place de Fontenoy, Port Port, avenue Barbey-d'Aurevilly, avenue Émile-Deschanel
- 8e : pont Alexandre-III
- 9e : place Édouard-VII
- 15e : pont de Bir-Hakeim
- 16e : rue Chardin, avenue d'Eylau, rue de l'Alboni, square Alboni, voie Georges-Pompidou
- 18e : boulevard de Clichy, place Saint-Pierre, rue du Cardinal-Dubois, square Louise-Michel

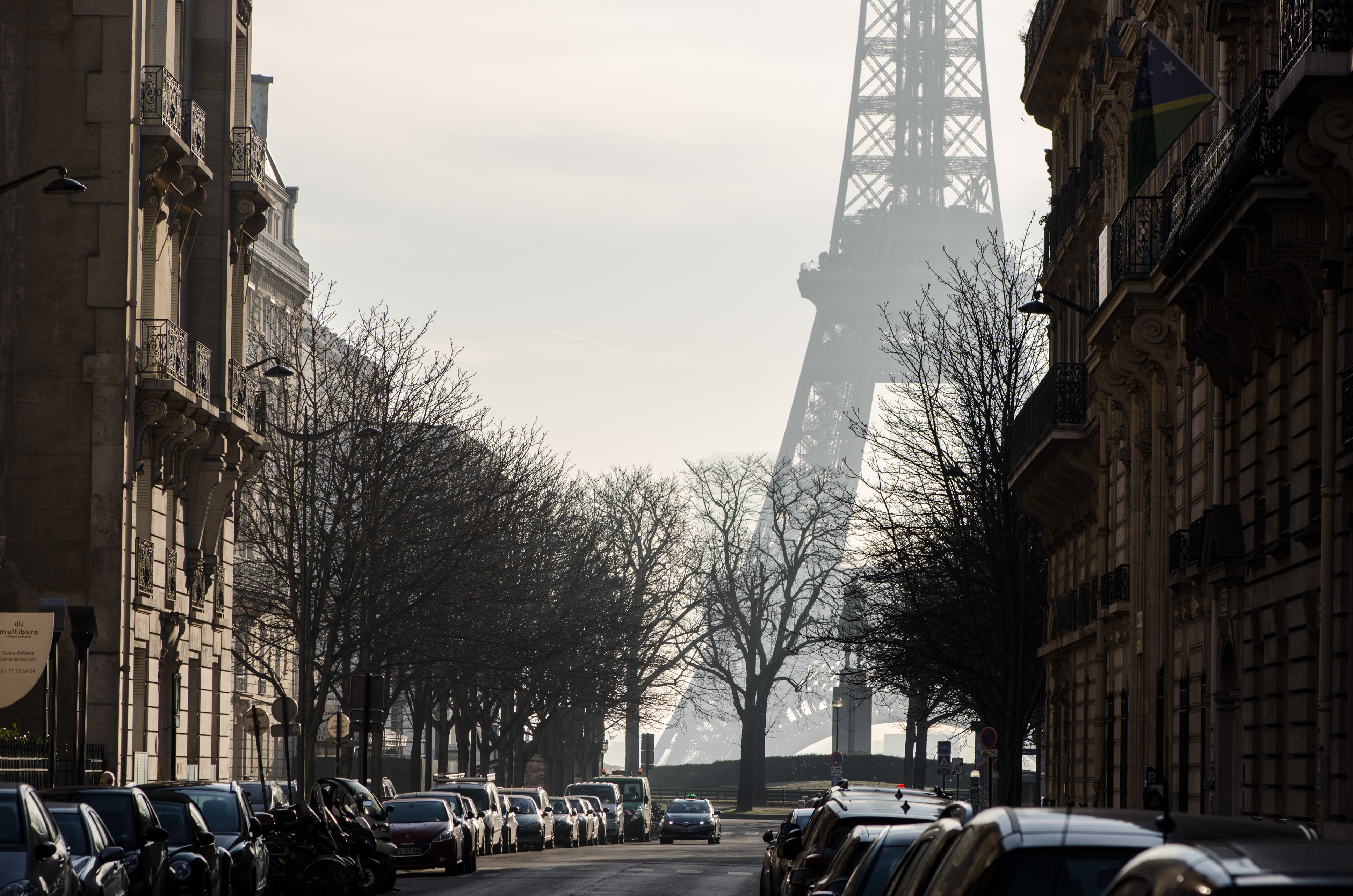
L'avenue d'Eylau.
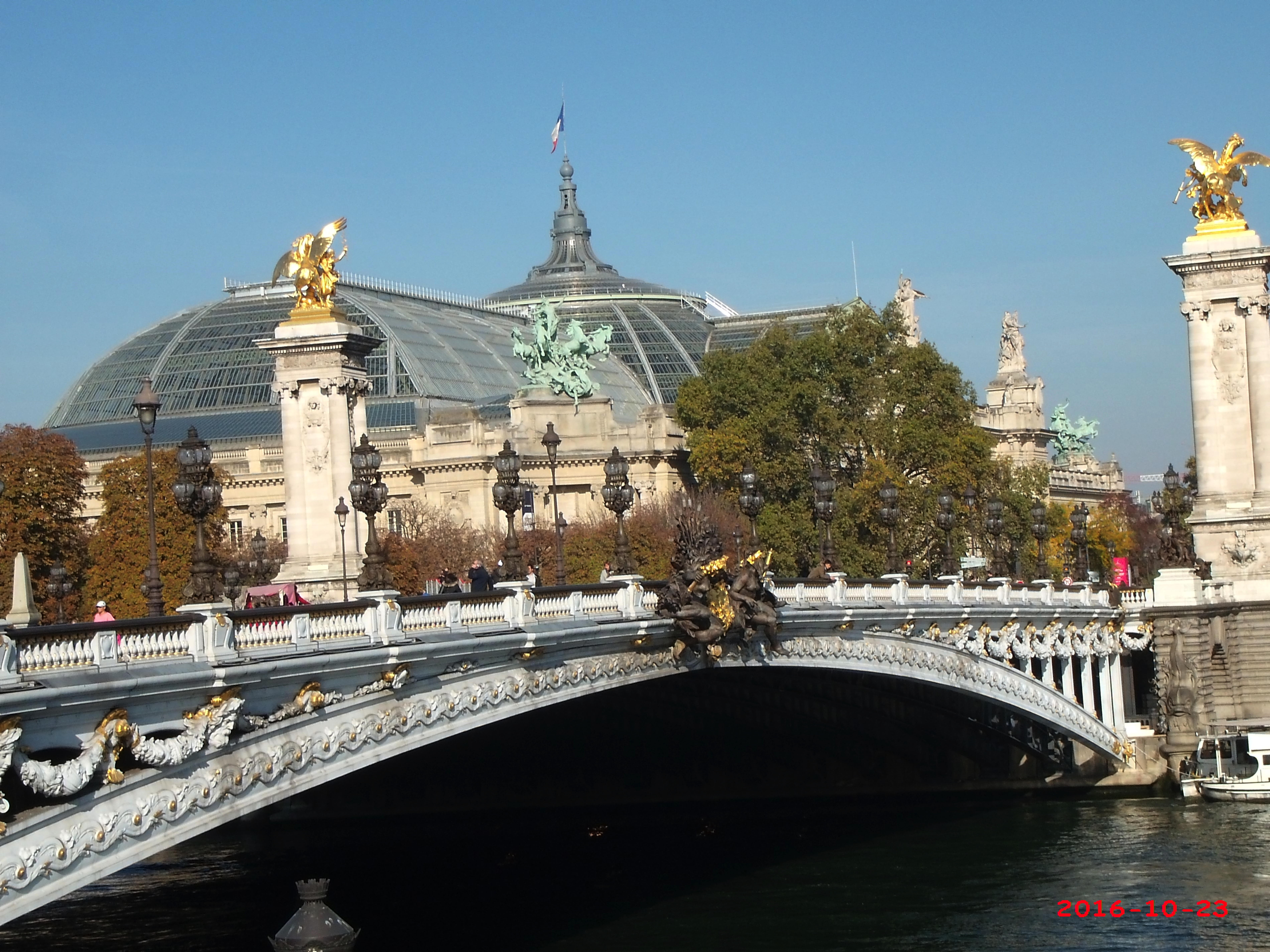
Le pont Alexandre-III.
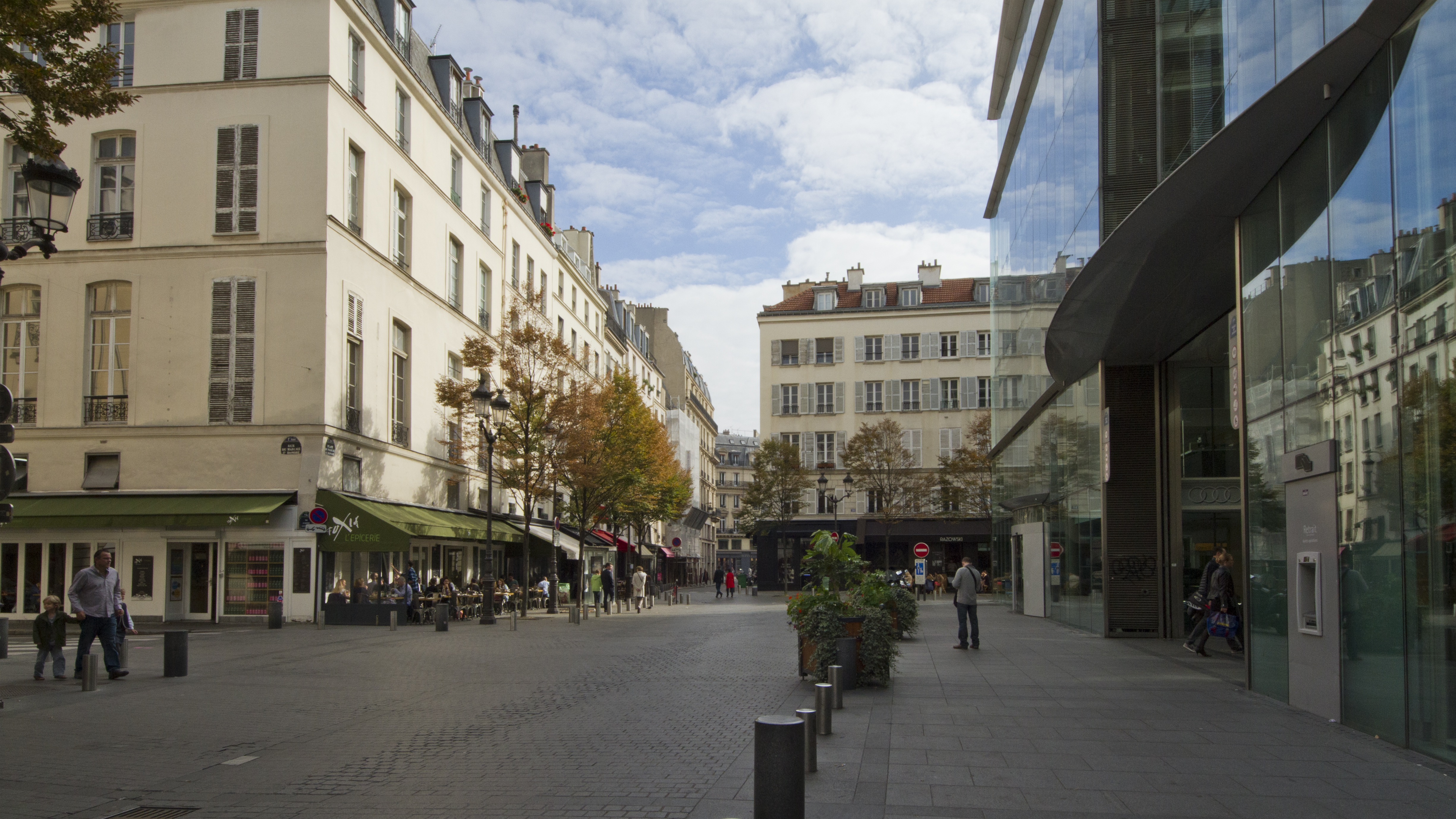
La place du Marché-Saint-Honoré.
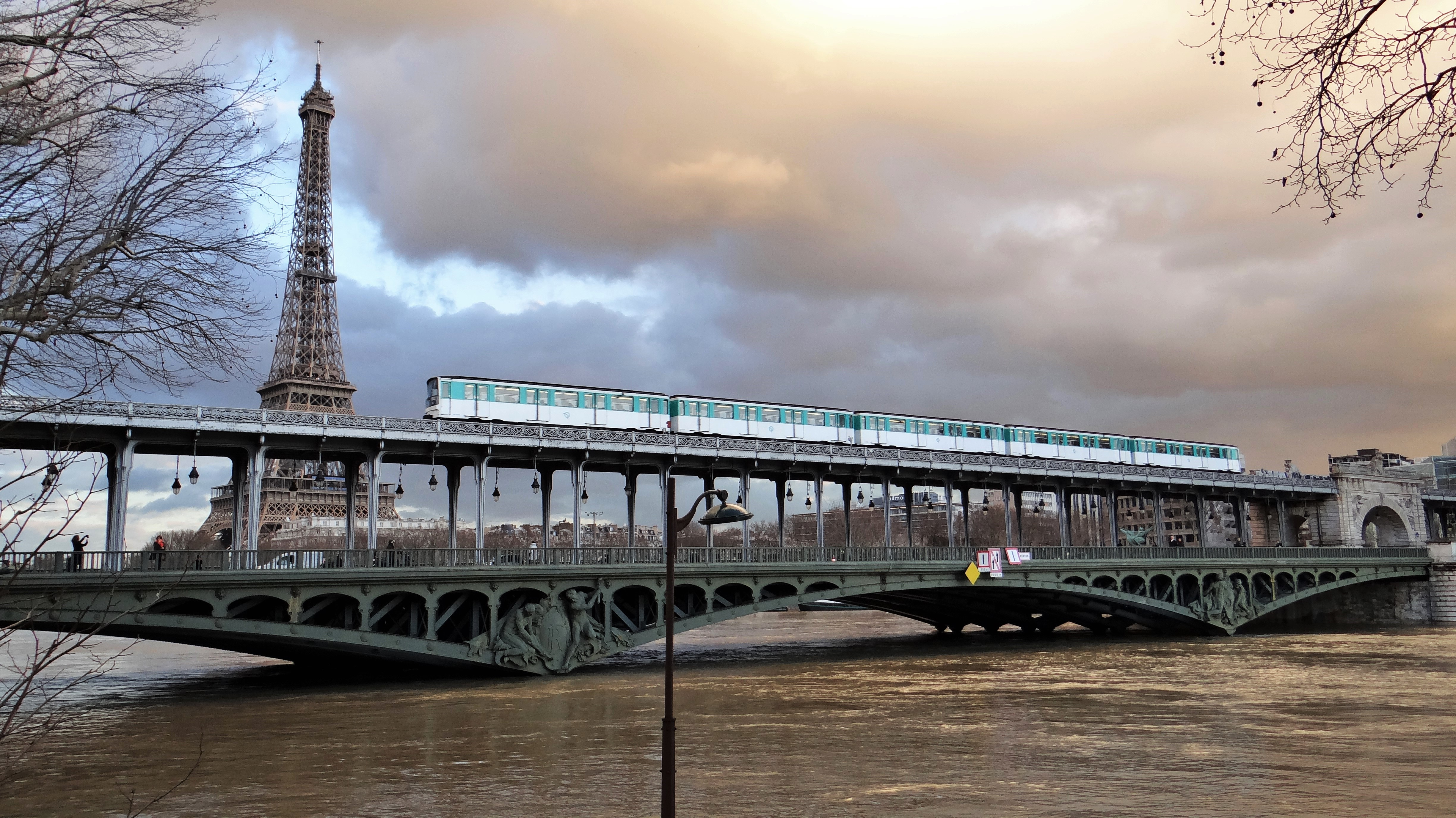
Le pont de Bir-Hakeim.

L'équipe n'a pas eu l'autorisation de tourner dans l'ambassade des États-Unis en France dans le 8e arrondissement, qui a dû être recréée en studio. Certains intérieurs ont été tournés aux studios Éclair d'Épinay-sur-Seine.
Le film est tourné en noir et blanc, comme son premier long-métrage Le Dernier Combat (1983). Luc Besson explique ce choix : « Le film ne pouvait pas être en couleur. Le choix du noir et blanc rejoint celui de la musique. Il y a un romantisme et une magie dans Angel-A qui appellent ce traitement. C’est une ambiance qui filtre un peu les choses, qui les décale. Le film est une réalité décalée. Sur l'amour ».
La doublure de Jamel Debbouze pour les cascades est le cascadeur français Samy Gharbi, alors au début de sa carrière.

### Musique
La musique du film est composée par la Norvégienne Anja Garbarek. C'est alors le premier film de Luc Besson pour lequel Éric Serra n'a pas composé la musique.
Liste des titres
1. Beyond my control
2. Can I keep him ?
3. It's just a game
4. Thank you Franck
5. Her room
6. André running
7. No trace of grey
8. The cabinet
9. A. on bridge
10. Spin the context
11. It's just a game…
12. Le corridor
13. Balloon mood
14. André face au miroir
15. Crossroads
16. Captivante
17. Under your wings
18. Angel

## Accueil

### Critique
Les critiques ont été assez mitigées envers le film. Sur le site Allociné, Angel-A totalise 2,8 pour 19 titres de presse recensés. Du côté des avis positifs, Jean-Luc Wachtausen écrit dans Le Figaroscope que c'est un film « classique et tout simple dans sa forme mais profond » avec un « superbe Paris estival » ainsi qu'un « beau rôle à contre-emploi » pour Jamel Debbouze. Julien Elalouf du site aVoir-aLire.com apprécie quant à lui le fait que « Besson laisse de côté les insupportables tics qui ont fait la (mauvaise) réputation de la plupart de ses productions (…) au profit d'une réalisation, osons le mot, posée, et superbement mise en valeur par le scope noir et blanc de Thierry Arbogast ». Dans Le Parisien, Thierry Dague écrit que « Luc Besson a choisi la sobriété » et qu'il a « magnifiquement filmé en noir et blanc ». Ghislain Loustalot de Première regrette quelques « maladresses, gaucheries, naïvetés » tout en pensant que « tout ce qu'on peut reprocher au dixième film de Luc Besson participe en fait de ses qualités ».
Carlos Gomez du Journal du dimanche est lui plus partagé et écrit « Les bons sentiments peuvent faire les bons films, sans que candeur signifie mièvrerie ». Dans L'Humanité, on peut lire que Angel-A est « un conte de Noël au scénario un peu paresseux qui remplace trop souvent l'action par des mots ». Hervé Aubron des Cahiers du cinéma compare le film au Fabuleux Destin d'Amélie Poulain mais « sans couleurs et sans gags ». Jean-Philippe Tessé du site Chronic'art écrit que le film est « pourvu d'un scénario totalement débile et de dialogues à côté desquels le courrier du cœur de Ok Podium semble avoir été écrit par Kierkegaard » et se moque du sous-texte du film en le comparant à T'aime de Patrick Sébastien. Dans Le Monde, Jacques Mandelbaum trouve le film « bavard » et pointe du doigt « le scénario bancal, la post-synchronisation faillible, les mouvements d'appareil superfétatoires, les personnages dénués de crédibilité ». Antoine de Baecque de Libération écrit « Angel-A est donc tout simplement un film con. Il a la connerie prétentieuse, comme si faire du cinéma, c'était accumuler de belles images ». Dans Télérama, Frédéric Strauss pense que Luc Besson « signe cette fois parmi les pires dialogues de sa carrière ». Pour renchérir, plusieurs critiques déclarent que Besson aura détruit deux fois la ville-lumière, la première fois faisant référence au film, très décrié, qui défendait la candidature malheureuse de Paris pour les Jeux olympiques de 2012.
Sur l'agrégateur américain Rotten Tomatoes, le film n'obtient que 44 % d'opinions favorables, pour 89 avis recensées, le site affichant même ce consensus « Les dialogues maladroits et les personnages superficiels échouent à capitaliser sur la photographie captivante et poétique d’Angel-A ».
Plusieurs critiques tentèrent d'analyser le film. Ainsi, le principe dramaturgique du film fait qu'il est comparé au film humaniste La vie est belle de Frank Capra (alors que Grande Dame d'un jour ressortait en salle le jour même de la sortie d’Angel-A),. D'autres critiques, surtout les négatives, comparent l'esthétique du film avec la publicité, un reproche commun pour Besson ainsi que Jean-Jacques Beineix, issu de la même génération parfois associée au cinéma du look.

### Box-office
En France, le film n'a pas un grand succès, ne totalisant que 842 775 entrées. Dans le monde, le film rapporte 9 943 051 $, dont 202 200 $ aux États-Unis.
Ce que plusieurs médias ont défini comme un échec commercial, l'un des premiers de Besson, ne pénalise cependant pas EuropaCorp, dont la production Le Transporteur 2 est un succès.